# Luciano María Cano
Luciano María Cano y Dávila (Santa Isabel de Siguas, 1793-Lima, 1864), fue un abogado, magistrado y político peruano. Ministro de Hacienda (1841-1842), ministro de Justicia, Instrucción y Beneficencia (1857-1859) y presidente de la Corte Suprema (1860-61 y 1863-64).

## Biografía
Hijo de Miguel Cano y Juana de Dios Dávila. Nació en Santa Isabel de Siguas, entonces bajo jurisdicción de la Intendencia de Arequipa. Se recibió de abogado el 3 de agosto de 1816 ante la Real Audiencia de Cuzco.
Se trasladó a Huamanga para ejercer su profesión, pero se vio involucrado en la rebeldía de los habitantes de Huanta hacia la emancipación y fue condenado a destierro en 1825. Apeló ante la Corte Superior de Lima, que le dio la razón.
En 1829 fue elegido senador por el departamento de Ayacucho. Ese mismo año fue también designado consejero de Estado, del primer gobierno del general Agustín Gamarra. En 1832 fue reelegido senador.
Simultáneamente, desarrolló su carrera en la magistratura. En 1830 fue nombrado vocal de la Corte Superior de Cuzco. En 1834 pasó a ser fiscal y al año siguiente se trasladó con la misma función a la Corte Superior de Arequipa. Poco después, fue promovido a vocal propietario y, accidentalmente, fue elevado a la presidencia de la Corte en dos oportunidades (1838 y 1840).
En el segundo gobierno de Agustín Gamarra fue nuevamente designado miembro del Consejo de Estado, función que ejerció de 1840 a 1845. Llegó a presidir dicho organismo. Durante el gobierno de Manuel Menéndez fue ministro de Hacienda (1841-1842).
En 1844 pasó a ser vocal de la Corte Superior de Lima, pero solo por cortos periodos. En 1857 fue promovido a vocal de la Corte Suprema, pero fue entonces cuando el presidente Ramón Castilla lo convocó para ser ministro de Justicia, Instrucción y Beneficencia. De esa manera, formó parte del naciente Consejo de Ministros presidido por José María Raygada, que se encargó del Poder Ejecutivo de 1 de abril de 1857 a 24 de octubre de 1858, por ausencia de Castilla, que había salido de Lima para combatir a la rebelión del general Manuel Ignacio de Vivanco. Se mantuvo en el gabinete ministerial hasta 1859; en ese lapso llegó a encargarse interinamente del Ministerio de Hacienda por ausencia de su titular. Y en alguna ocasión llegó incluso a presidir las sesiones del Consejo de Ministros, por ausencia del general Raygada.
Finalizó su carrera en la magistratura como presidente de la Corte Suprema, que ocupó en dos periodos: de 7 de enero de 1860 a 7 de enero de 1861; y de 7 de enero de 1863 a 7 de enero de 1864.